# Soroka, Huseatîn
Soroka (în ucraineană Сорока) este o comună în raionul Huseatîn, regiunea Ternopil, Ucraina, formată numai din satul de reședință.

## Demografie
Componența lingvistică a comunei Soroka
     Ucraineană (100%)
Conform recensământului din 2001, toată populația comunei Soroka era vorbitoare de ucraineană (100%).